# Шахска джамия
Шахската или Имамската джамия (на персийски: مسجد امام, латинска транскрипция: Masjed-e Emam, Masjed-e Shah) е най-голямата джамия в Исфахан, разположена в южната част на площада Нагш-е Джахан. Строителството ѝ започнало през 1611 по заповед на шах Абас I Велики и свършило през 1641. Украсена е с уникални картини, мозайки и орнаменти по стените. Общата площ на джамията е 20 000 m2. Височината на минарето е 42 m, а на главния купол – 52 m, което я прави най-високата сграда в Исфахан.
Най-голям туристически интерес привлича уникалната акустика на джамията: конструкцията на стените позволява човек да може да слуша шепот на противоположния ъгъл на сградата.
Шахската джамия се смята за един от шедьоврите на персийската архитектура през ислямската епоха. Великолепието ѝ се дължи основно на красотата на седемцветните мозаечни плочки и калигарфските надписи. Изобразена е на обратната страна на иранската банкнота от 20 000 риала.
Порталът на джамията е висок 30 м и сам по себе си е отделна сграда, граничните му минарета са с височина 42 м, а светилищните достигат 48 м.